# Cynthia Duque
Cynthia Lizeth Duque Garza (Monterrey, Nuevo León, 18 de septiembre de 1992) es una modelo y reina de belleza mexicana, ganadora del concurso de Nuestra Belleza México 2012. Representó a México en Miss Universo 2013.

## Concursos de belleza

### Nuestra Belleza Nuevo León
Su historia en los concursos de belleza comenzó cuando se decidió a participar en Nuestra Belleza Nuevo León 2012, asistió al casting y fue seleccionada junto con otras 7 candidatas. La noche del 11 de julio de 2012 se llevó a cabo el certamen estatal donde las 8 candidatas compitieron en traje casual, traje de baño y traje de noche; al final 4 candidatas avanzaron a la siguiente ronda entre ellas Cynthia, las cuatro contestaron la pregunta final y así Cynthia Duque resultó ganadora y como su suplente quedó Lucero Montemayor. Además de ganar la corona y el derecho de representar a Nuevo León en NB México 2012. Cynthia se llevó el reconocimiento de Miss Elegancia.

### Nuestra Belleza México
Cynthia llegó a la concentración en la Ciudad de México donde se siguió preparando para el concurso nacional (NB México 2012), posteriormente se trasladó a Tuxtla Gutiérrez ciudad sede del evento, que se realizó en el Poliforum Mesoamericano del Centro de Convenciones, Tuxtla Gutiérrez, Chiapas, México. Durante la competencia preliminar donde se elegiría a las semifinalistas de la noche final y a la ganadora del título NB Mundo México Cynthia logró clasificar al Top 5; y por fin el sábado 1 de septiembre de 2012 día de la noche final Cynthia lograría clasificar a las semifinalistas, luego a las finalistas y por fin después de estar tomada de las manos de su paisana Lucero Montemayor(Suplente/1.ª Finalista de NB Nuevo León 2012), los conductores Ximena Navarrete y Alan Tacher la anunciarían como la gran ganadora, repitiéndose la Historia de NB Nuevo León 2012 donde Cynthia fue la ganadora y Lucero Montemayor fue la Suplente/1.ª Finalista. Además Cynthia y Lucero hicieron un récord al hacer el 1-2 por primera vez en el certamen nacional.
Además ganó los reconocimientos de Las Reinas Eligen y Personalidad Fraiche el primero le concedió el pase directo a las 15 semifinalistas durante la noche final.

### Miss Universo
Al ganar Nuestra Belleza México 2012 obtuvo el derecho a representar a México en Miss Universo. Cynthia participó en Miss Universo 2013 y el evento se realizó en el Crocus City Hall en Moscú, Rusia. Al llegar a la concentración se tomaron las fotos oficiales y al ser estas publicadas se armó el escándalo, ya que se pudo ver a una Cynthia con sobrepeso, con lo cual hubo fuertes críticas de los mexicanos tanto para ella como para la Organización Nuestra Belleza México y su directora Lupita Jones. La noche final se llevó a cabo el 9 de noviembre de 2013 y Cynthia no logró clasificar a las semifinalistas.

### Miss Continentes Unidos
En 2016 Cynthia fue invitada nuevamente a representar a México en un concurso de belleza pero ahora de la mano de una nueva organización (Miss Mexico Organization) Cynthia fue anunciada en la página de Facebook oficial de la organización el 5 de julio de 2016. la concentración inició el 8 de septiembre, el evento Miss Continentes Unidos 2016 se llevó a cabo el 24 de septiembre de 2016 y Cynthia ha logró obtener algunos reconocimientos como Miss Hotel Punta del Mar y Miss Om'Denta premio a la mejor sonrisa, al igual que "Miss fotogenica" y logró ser Cuarta finalista de dicho certamen.

## Otras participaciones

### Miss Teen Nuevo León
Actualmente Cynthia es la coordinadora de la franquicia de Miss Teen Nuevo León, certamen de belleza para las jóvenes de entre 15 y 19 años y el cual al ganarlo les permite competir en el certamen nacional Miss Teen México.

### Reto 4 Elementos
Cynthia Duque participó en el reality de Televisa, Reto 4 Elementos en su segunda temporada, bajo el concepto de ser una retadora en México Reta junto a su equipo de los "Millenials".